# フェルナンド4世 (カスティーリャ王)
フェルナンド4世（Fernando IV, 1285年12月6日 - 1312年9月7日）は、カスティーリャ＝レオン王国の王（在位：1295年 - 1312年）。サンチョ4世と王妃マリア・デ・モリナの子。召喚されし王（the Summoned 西：el Emplazado）とも呼ばれた。
1302年、従兄に当たるポルトガル王ディニス1世の王女コンスタンサと結婚した。1309年にはフェルナンドの末妹ベアトリスとコンスタンサの弟アフォンソ4世が結婚している。コンスタンサ王妃との間には1男2女が生まれた。
- レオノール（1307年 - 1359年） - アラゴン王アルフォンソ4世妃
- コンスタンサ（1308年 - 1310年）
- アルフォンソ11世（1311年 - 1350年） - カスティーリャ王（1312年 - 1350年）

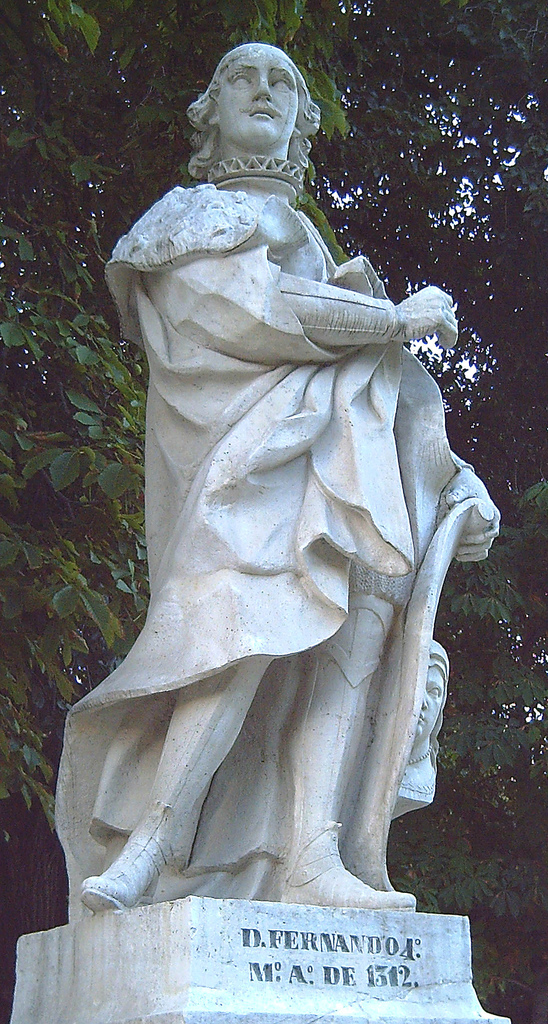
フェルナンド4世像